# Lelin-Lapujolle
Lelin-Lapujolle (gaskognisch: Lo Lin e La Pujòla) ist eine französische Gemeinde mit 276 Einwohnern (Stand 1. Januar 2022) im Département Gers in der Region Okzitanien; sie gehört zum Arrondissement Mirande.

## Geografie
Lelin-Lapujolle liegt rund zehn Kilometer östlich der Kleinstadt Aire-sur-l’Adour im Westen des Départements Gers. Die Rebfläche in der Gemeinde sind Teil des Weinbaugebietes Côtes de Saint-Mont. Die wichtigsten Gewässer sind die Bäche Lelin und Peyroutas sowie zahlreiche Staubecken und kleine Teiche. Wichtigste überregionale Verkehrsverbindung ist die wenige Kilometer westlich der Gemeinde verlaufende Autoroute A65 (Teil der Europastraße 7). In Saint-Germé befindet sich die nächstgelegene Bushaltestelle (Buslinie 940 Mont-de-Marsan – Aire-sur-l’Adour – Tarbes). 
Umgeben wird Lelin-Lapujolle von den Nachbargemeinden Lanne-Soubiran im Norden, Saint-Griède im Nordosten, Caumont im Südosten, Saint-Germé im Süden, Barcelonne-du-Gers im Südwesten, Arblade-le-Bas im Südwesten und Westen sowie Luppé-Violles im Nordwesten. 

## Geschichte
Die Gemeinde lag in der Gascogne und gehörte dort zur Region Bas-Armagnac. Von 1793 bis 1801 gehörten Lelin und Lapujolle zum Distrikt Nogaro, von 1793 bis 1802 zum Kanton Barcelonne und danach bis 2015 zum Wahlkreis (Kanton) Riscle. 1822 fusionierten Lelin und Lapujolle (1821:191 Einwohner) zur Gemeinde Lelin-Lapujolle.   

## Bevölkerungsentwicklung
| Jahr                       | 1962 | 1968 | 1975 | 1982 | 1990 | 1999 | 2006 | 2012 | 2020 |
| Einwohner                  | 259  | 242  | 222  | 213  | 205  | 207  | 213  | 248  | 200  |
| Quellen: Cassini und INSEE |      |      |      |      |      |      |      |      |      |

## Sehenswürdigkeiten
- Kirche Saint-Michel in Lelin
- Kirche Saint-Pierre in Lapujolle
- Denkmal für die Gefallenen
- KFlur- und Wegkreuze sowie eine Marienstatue
- Wasserturm

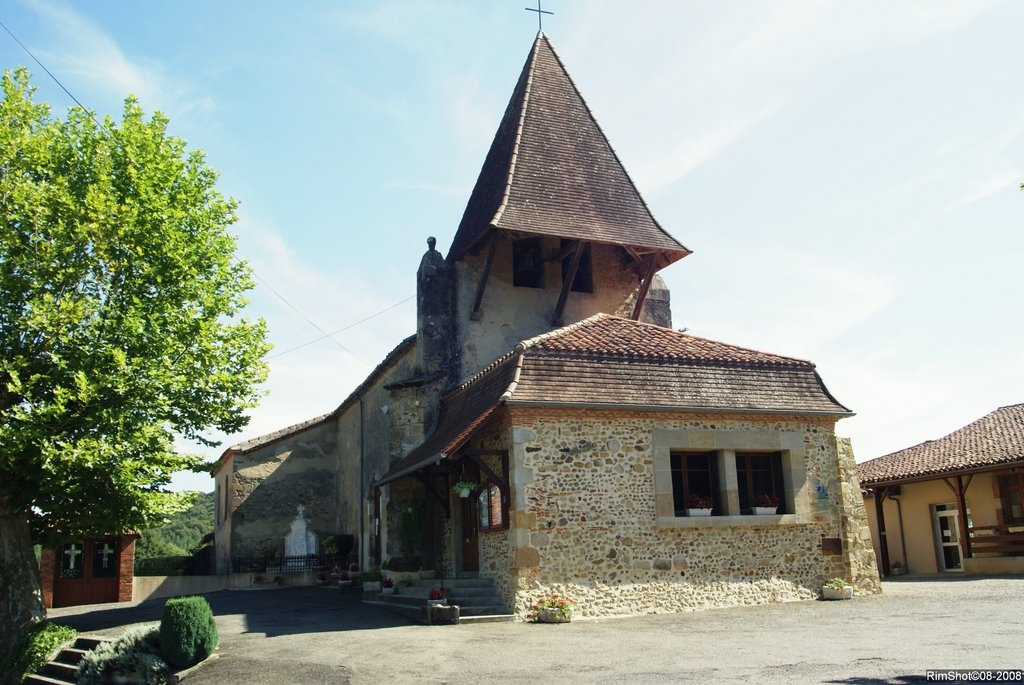
Kirche Saint-Michel
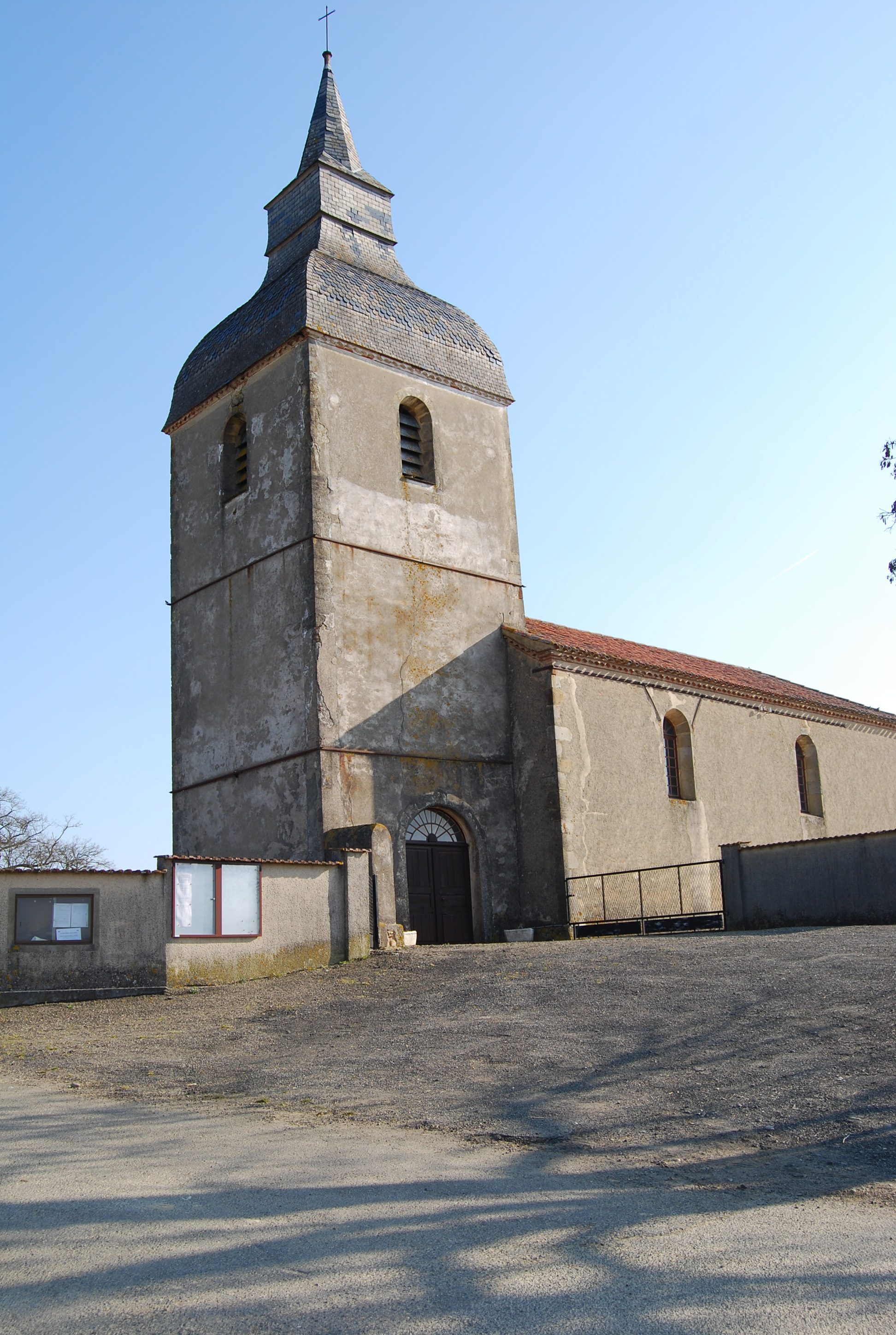
Kirche Saint-Pierre